# Tcherkessk
Tcherkessk (en russe : Черкесск) est une ville et la capitale de la république de Karatchaïévo-Tcherkessie, en Russie, ainsi que son centre culturel, économique et politique. Sa population s'élevait à 126 206 habitants en 2013.

## Géographie
Tcherkessk est arrosée par le fleuve Kouban et se trouve à 1 323 km au sud de Moscou.

## Histoire
Fondée en 1804 sous le nom de Batalpachinskaïa, la ville s'est successivement appelée Batalpachinsk (à partir de 1931), Soulimov (en 1934), Iejovo-Tcherkessk (en 1937), puis simplement Tcherkessk depuis 1939.
En 1860, le village a été désigné comme un centre de un uyezd de l'oblast de Kuban. Un décret du 30 décembre 1869 du tsar Alexandre II transforma le village en une ville de Batalpashinsk mais le décret ne fut jamais appliqué et Batalpashinskaya resta une stanitsa jusqu'à l'époque soviétique.
Le village est devenu en 1888 le siège de l'un des 7 otdels de Kuban. En 1922, il est devenu le siège de l'oblast autonome Karachay-Cherkess de la république socialiste fédérative soviétique de Russie, et en 1926, le Cherkess National Okrug Tcherkessk. 

## Population
Recensements (*) ou estimations de la population
| 1874  | 1897*  | 1913   | 1926*  | 1931   |
| ----- | ------ | ------ | ------ | ------ |
| 4 331 | 11 473 | 18 793 | 19 348 | 29 200 |

| 1939*  | 1959*  | 1970*  | 1979*  | 1989*   |
| ------ | ------ | ------ | ------ | ------- |
| 28 645 | 41 709 | 67 186 | 90 833 | 113 060 |

| 2002*   | 2010*   | 2012    | 2013    | 2014 |
| ------- | ------- | ------- | ------- | ---- |
| 116 244 | 129 069 | 127 552 | 126 206 | -    |

## Jumelages
- Pechtera (Bulgarie)
- Soukhoumi (République d'Abkhazie)